# HQ-19
El HQ-19 (en chino tradicional, 紅旗-19; en chino simplificado, 红旗-19; pinyin, Hóng Qí-19; literalmente, ‘Bandera Roja-19’) es un sistema de misiles antibalísticos (ABM) y antisatélites (ASAT) desarrollado por la República Popular China. Es una variante del sistema de misiles tierra-aire de largo alcance HQ-9. El sistema HQ-19 está diseñado para contrarrestar misiles balísticos de mediano alcance. Puede derribar misiles balísticos en sus fases intermedia y terminal, comparable al THAAD estadounidense.
En 2021, las autoridades militares chinas anunciaron que el misil se encontraba completamente operativo.

## Desarrollo
El desarrollo del HQ-19 comenzó en la década de 1990 como parte del Programa 863, una iniciativa de China enfocada en el avance tecnológico y científico en materia de defensa aérea. El misil se probó con éxito en 1999, y numerosos informes confirmaron su capacidad para alcanzar objetivos a una altitud de 200 kilómetros y una velocidad de 10 000 metros por segundo. En la década de 2010 se realizaron varias pruebas más, y el Ministerio de Defensa Nacional de China certificó las capacidades del misil en 2021. El misil entró en funcionamiento limitado en 2018. En 2021, el Gobierno chino confirmó que el HQ-19 había completado satisfactoriamente su fase final de pruebas y que estaba listo para entrar en servicio activo. En 2024 se reveló públicamente en el Salón Aeronáutico de Zhuhai. 

## Diseño
El HQ-19 está diseñado para interceptar misiles balísticos, contrarrestar vehículos de planeo hipersónicos (HGV) y atacar satélites, en gran medida comparable a los sistemas de misiles THAAD y SM-3. El sistema incluye un centro de comando y control integrado, además de un radar Tipo 610A, capaz de detectar amenazas a una distancia de hasta 4000 kilómetros, el misil en sí es capaz de interceptar misiles balísticos en el rango de 3000 kilómetros. El misil utiliza radar y guía infrarroja, con la ventana infrarroja montada en los lados para reducir las interferencias atmosféricas. El misil está propulsado por un motor de cohete de combustible sólido de dos etapas y doble pulso, lo que le permite alcanzar un impulso específico de 260 segundos. Está construido con fibra de carbono, lo que le proporciona una estructura rígida que soporta 60 G en maniobras. El método de interceptación es por impacto directo a través del vehículo cinético exoatmosférico.
Operativamente, el HQ-19 se despliega sobre un vehículo móvil con chasis 8×8 de alta movilidad, diseñado para operar en terrenos adversos. Cada unidad está equipada con seis misiles interceptores alojados en tubos integrados.

## Operadores
China
- Ejército Popular de Liberación: usuario principal.[10]

 Pakistán
- Fuerza Aérea de Pakistán: el 6 de junio de 2025, el gobierno de Pakistán anunció oficialmente la adquisición del HQ-19.[11]